# Thibaudia uniflora
Thibaudia uniflora là một loài thực vật có hoa trong họ Thạch nam. Loài này được A.C. Sm. miêu tả khoa học đầu tiên năm 1940.